# Kiril Pavliucek
Kiril Pavliucek (în belarusă Кирыл Паўлючак; în rusă Кирилл Павлючек; n. 27 iunie 1984, Hrodna, RSS Bielorusă, URSS) este un fotbalist bielorus care joacă pe postul de fundaș.
Pavliucek era considerat unul din cei mai promițători fundași bieloruși și a debutat la echipa națională de fotbal a Belarusului în anul 2008, într-un turneu amical din Malta.

## Statistici carieră
| Sezon | Club                      | Țara    | Nivel | Meciuri | Goluri |
| ----- | ------------------------- | ------- | ----- | ------- | ------ |
| 2008  | Luci-Energhia Vladivostok | Rusia   | I     | 10      | 0      |
| 2008  | FC Dinamo Minsk           | Belarus | I     | 13      | 2      |
| 2007  | FC Dinamo Minsk           | Belarus | I     | 17      | 0      |
| 2006  | FC Dinamo Minsk           | Belarus | I     | 26      | 0      |
| 2005  | FC Dinamo Minsk           | Belarus | I     | 18      | 2      |
| 2004  | FC Dinamo Minsk           | Belarus | I     | 19      | 2      |
| 2003  | FC Dinamo Minsk           | Belarus | I     | 18      | 3      |

## Palmares
Zimbru Chișinău
- Cupa Moldovei (1): 2013–14
- Supercupa Moldovei (1): 2014